# 哈薩克跳棋
哈薩克跳棋，當地稱多依布，是流傳於新疆哈薩克族的跳棋類遊戲，除有強迫吃子、強迫連跳等跳棋規則，也有成王規則，是裕民縣非物质文化遗产，在哈巴河县、新源县、布尔津县也有舉辦比賽。

## 棋具
- 棋盤為六條東南-西北向、七條西南-東北向斜線組成。全部共三十二個棋點。也可使用西洋棋棋盤的黑格。
- 每方棋子數有十二枚。棋子以兩色棋子區分敵我，一體兩類，以翻轉表示另一類，分別是塔斯、比。

## 規則
- 棋子皆放在棋點上，每方棋子放在最近己方的兩橫行。
- 任何棋子皆須需棋盤上的斜線移動。
- 每回合玩家可能有二種行動，以跳吃為優先：
  - 跳吃：條件符合時都必須連跳吃，跳完後才把被跳過的敵棋移出棋盤。
    - 塔斯僅能跳過一枚前斜鄰點的敵棋，落到同方向的緊連空點。
    - 比能跳過一枚任何斜向鄰點的敵棋，落到的同方向空點不需為緊連。

  - 移子：當無法跳吃時，移動一己子到空棋點。
    - 塔斯僅能前斜一步。
    - 比能能沿任何方向斜進，中間不得有子。
- 當塔斯移至底線時，成為比。
- 消滅或阻礙所有敵棋者獲勝[5]。

## 外部連結
- 多依布棋步步有乾坤